# WOO WEEKEND
〈WOO WEEKEND〉는 대한민국 여자 가수 보아가 일본에서 발매하는 30번째 싱글이다. CD, CD+DVD반, 그리고 공연장 한정반 3가지 버전으로 발매된다. 이 싱글은 일본에서 2010년 7월 21일 발매되었다.

## 설명
- 전미 데뷔 진출 이후 일본에서 발매된 네 번째 싱글이다.
- 7번째 앨범 IDENTITY이후에 발매된 싱글이다.
- WOO WEEKEND는 Disney On Ice 일본공연 25주년을 기념해 BoA가 부른 기념송이다.
- 공연장 한정반은 Disney On Ice 공연회장에서 발매되었다.
- 한국인 작곡가 박기완(필명 Daiki)이 작곡하였다.

## 수록곡
CD
1. WOO WEEKEND
  - 작사 : Yoko Hiji / 작곡 : Daiki / 편곡 : Ryuichiro Yamaki (3:58)
  - 「Disney on Ice 25th Anniversary」타이업
2. NO DANCE, NO LIFE (3:50)
  - 작사 : H.U.B / 작곡 : USK TRAK
3. WOO WEEKEND INST (3:53)
4. NO DANCE, NO LIFE INST (3:47)

DVD
1. WOO WEEKEND Music Video
2. WOO WEEKEND Making Clip ※ CD+DVD 초회반에만 수록

## 차트
| 차트                    | 최고순위 | 판매량 | 주차 |
| ----------------------- | -------- | ------ | ---- |
| 오리콘 데일리 싱글 차트 | 5        |        |      |
| 오리콘 위클리 싱글 차트 | 10       | 12,459 | 4    |